# کمیته المپیک کرواسی
کمیته المپیک کرواسی (کرواتی: Hrvatski olimpijski odbor) یک سازمان ورزشی است که نماینده کشور کرواسی در کمیته بین‌المللی المپیک می‌باشد.
این سازمان که در سال ۱۹۹۳ تأسیس شده مسئول آماده‌سازی و اعزام ورزشکاران به بازی‌های المپیک، بازی‌های المپیک جوانان و بازی‌های اروپایی است.